# 突然死
突然死（とつぜんし、英: sudden death）とは、症状が出現してから24時間以内に死亡に至ることである。虚血性心疾患、心室性不整脈、大動脈瘤破裂、脳血管障害、てんかん重積発作、喘息重積など死因が特定できるものと、解剖などによっても疾患の特定できない原因不明の突然死がある。
WHOの疾患分類（ICD-10, 2003年度版）ではR95, R96が狭義の突然死に相当する（下表参照）。40代の男性、就眠中によくおこる。
また、突然死と類似した言葉である急死も併せて説明する。

## 急死
急死（きゅうし）とは、直前まで健康そうに見えた人間が、突然死亡することを指す。事故や災害、容態の急変などが原因になることもある。
突然死とは、似ているがニュアンスが異なる。
| ICD Code | 分類名             | 具体例                                     |
| -------- | ------------------ | ------------------------------------------ |
| R95      | 乳幼児突然死症候群 | 剖検しても死亡原因の特定できない乳幼児死亡 |
| R96.0    | 瞬間死             | 症状発現から1時間以内の死亡                |
| R96.1    | 原因不明の突然死   | 発症から24時間以内の原因不明死             |
| R98      | 目撃者のいない死   | 孤独死、腐乱死体、白骨化した死体など       |
| R99      | その他の原因不明死 | 原因究明も困難な死体の痕跡など             |

俗語的に使われる「ポックリ」も突然死を意味する言葉であるが、老人が長患いや後遺症を残さず短時間で死ぬことを希求する病態を意味する場合がある（ポックリ地蔵信仰）。後者の具体的な死因としては脳幹部脳出血、急性心筋梗塞、大動脈瘤破裂などが考えられる。

## 突然死の原因
多くの突然死が原因不明であるが、原因のわかる突然死もあるためそれについて記す。
心疾患などの心臓の致命的な反応を引き起こす要因として、心理的無力感や絶望といったストレスから生じるものが多いと考えられる。
1. 心疾患 原因のわかる突然死の中では最も多い。原因疾患としては虚血性心疾患、急性冠症候群、間質性心筋炎、特発性心筋症、冠動脈起始異常、ブルガダ症候群などがあげられる。
2. 消化器疾患 肝硬変、肝血管腫、胃潰瘍、マロリー・ワイス症候群、イレウスなどがあげられる。
3. 脳疾患 クモ膜下出血、脳出血、脳梗塞などがあげられる。

## 突然死の特徴
まず、第一に、臨床経過が非常に短く、さらに不明である点が多い。外傷を伴うことが多く異状死との鑑別が必要である。また死後変化（死体現象）があるため、死因の特定はたとえ解剖したとしても困難となる。
少しでも外因死の可能性があれば、積極的に異状死とするべきである。ただし、外傷に関しても取り扱いは極めて難しい。まず、人間といっても身体的素因は個々人異なるため、外傷による死亡とは様々な医療検査が行われている場合でないと言うことは難しい。身体的素因には外傷性変化の現れ方、異常反応の出現の有無などが挙げられる。また、健常人なら耐えられる外傷での死亡、外傷により死期が著しく早められるということも考えられ、判断は非常に難しい。こういったことは死因にならないような外傷による疾病の誘発や進行促進などと考えられている。